# Лорхард, Якоб

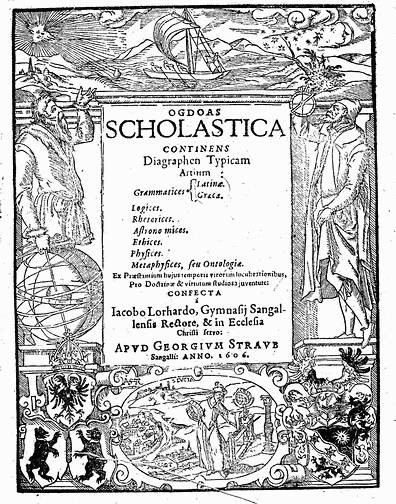
Первая страница книги Лорхарда Якоба Ogdoas Scholastica,... (1606).

Якоб Лорхард (лат. Jacobus Lorhardus; 1561 год — 19 мая 1609 года)  —  немецкий философ и педагог, живший в Санкт-Галлене, Швейцария.

## Биография
Якоб Лорхард родился в городе Мюнзингене (Швейцария). В 1603 году он стал ректором гимназии в Санкт-Галлене. В 1606 году он опубликовал произведение Схоластическая восьмерка (Ogdoas scholastica), в котором фигурировало слово "ontologia", впервые появившееся в этой книге. Автор использовал слово "Ontologia" синонимично со словом "Metaphysica". В следующем году он получил предложение стать профессором теологии в Марбурге. В это же время в Марбурге работал профессор логики, этики и математики,  представитель поздней протестантской неосхоластики, последователь учения Филиппа Меланхтона, Рудольф Гоклениус (1547-1628). Лорхард и Гоклениус, видимо, встречались  в 1607 году, обменивались мнениями друг с другом. По какой-то причине  пребывание Лорхарда в Марбурге было кратким, и вскоре он вернулся на прежнюю должность в Санкт-Галлен. Лорхард умер 19 мая 1609 года.

## Онтология
В 1613 году вышло второе издание книги Лорхарда под названием Theatrum philosophicum. В этом издании слово "ontologia" не появилось на обложке, но было  сохранено внутри книги. В том же году   Гоклениус описал термин в его «Философском словаре»  Lexicon philosophicum  так: "Ontologia, philosophia de ente" (т. е., "онтология, философия бытия").
На воззрения Лорхарда повлияли труды  Пьер де ла Раме (1515 – 1572), которые превратил диалектические рассуждения в единый метод педагогической логики, дополнив их специальными диаграммами. Лорхард полагал, что студенты получат более глубокое понимание онтологической истины посредством рассмотрения таких диаграмм. Постепенно эти методы обучения стали распространяться в Европе, так датский профессор Йенс Крафт (1720 - 1756) использовал их в школе для обучения молодежи. Крафт полагал, что более глубокое понимание онтологических схем поможет студентам стать лучше этически, а также иметь более глубокое понимание мира.
В современном понимании онтология представляет собой учение о совокупности разнообразных проявлений объективной реальности, учение о бытии. Это раздел философии, изучающий основные принципы бытия, общие сущности и категории сущего.
Онтология –  теория, изучающая объекты в их взаимном влиянии. Главный вопрос онтологии: «Что именно фактически существует?» Онтология описывает основные критерии выделения разных типов объектов (конкретные и абстрактные, существующие и несуществующие, реальные и идеальные, независимые и зависимые) и их взаимных связей (отношения, обусловленности и предикации).
Основные проблемы, которые рассматривает онтология, это:
- Обоснование внешнего (онтологического) существования физических объектов в статусе знания.
- Обоснование онтологического существования метафизических объектов в статусе знания.

Выделяются три уровня онтологии: формальная, описательная и формализованная.

## Труды
- Disputatio de vera et Aristotelica methodo demonstrandi, Dissertation. Tubingae: Gruppenbach, 1595. OCLC 245988900
- Liber de adeptione veri necessarii seu apodictici ..., Tubingæ, 1597. OCLC 22740196
- Схоластическая восьмерка — Ogdoas Scholastica, continens Diagraphen Typicam artium: Grammatices (Latinae, Graecae), Logices, Rhetorices, Astronomices, Ethices, Physices, Metaphysices, seu Ontologiae, Sangalli : Apud Georgium Straub, 1606. OCLC 41227134
- Theatrum philosophicum, continens Grammaticen Latinam, Graecam, et Hebraeam, Logicen, Rhetoricen, Arithmeticen, Geometriam, Musicen, Astronomicen, Ethicen, Physicen, Metaphysicen seu Ontologiam, Basileæ, 1613. OCLC 186897020 (second edition of Ogdoas Scholastica)